# Timtaghene

Gemeindegebiet von Timtaghene

Timtaghene ist eine Gemeinde im Kreis Tessalit in der Region Kidal in Mali.
Sie liegt in der Sahara nahe der Grenze zu Algerien und hat 2470 Einwohner. Diese sind vorwiegend Tuareg, Bürgermeister ist Habala Ag Bakaye.